# Liste der Kulturdenkmale in Suxdorf (Zeitz)
Die Liste der Kulturdenkmale in Suxdorf (Zeitz) enthält die Kulturdenkmale des Landesamtes für Denkmalpflege und Archäologie in Sachsen-Anhalt in der Ortschaft Suxdorf, welche zum Zeitzer Ortsteil Würchwitz gehört, und ist eine Teilliste der Liste der Kulturdenkmale in Zeitz. Grundlage ist das Denkmalverzeichnis des Landes Sachsen-Anhalt, das auf Basis des Denkmalschutzgesetzes des Landes Sachsen-Anhalt, welches am 21. Oktober 1991 durch das Landesamt erstellt und seither laufend ergänzt wurde (Stand: 31. Dezember 2022).

## Suxdorf
| Lage                     | Bezeichnung | Beschreibung | Erfassungs- nummer | Ausweisungsart | Bild           |
| ------------------------ | ----------- | --- | ------------------ | -------------- | -------------- |
| Dorfstraße 2 (Karte)     | Bauernhof   | | 094 86567          | Baudenkmal     | BW             |
| Dorfstraße 3 (Karte)     | Bauernhof   | | 094 86568          | Baudenkmal     | BW             |
| Windmühlenweg 11 (Karte) | Mühle       | Turmholländer-Mühle (auch als Bockwitzer Mühle bezeichnet) liegt lt. Liegenschafts-Kataster von Sachsen-Anhalt auf der Flur von Suxdorf, wurde 1836 am Standort der zuvor vom Brand zerstörten Bockwindmühle errichtet. 1947 wurde der Turm erhöht und mit Bilauschen Ventikanten und einem Drehheck versehen und nach einem Sturm 1954 als Motormühle betrieben. 1990 ging die Mühlentechnik nach Brand verloren und wurde danach wiederaufbaut. Heute wird die Mühle privat als Ausflugsziel und zur Besichtigung betrieben. Sie ist auf der Mühlendatenbank der DGM registriert. | 094 86569          | Baudenkmal     | Weitere Bilder |

## Legende
In den Spalten befinden sich folgende Informationen:
- Lage: Nennt den Straßennamen und wenn vorhanden die Hausnummer des Kulturdenkmals. Die Grundsortierung der Liste erfolgt nach dieser Adresse. Der Link „Karte“ führt zu verschiedenen Kartendarstellungen und nennt die geographischen Koordinaten.
Link zu einem Kartenansichtstool, um Koordinaten zu setzen. In der Kartenansicht sind Baudenkmale ohne Koordinaten mit einem roten bzw. orangen Marker dargestellt und können in der Karte gesetzt werden. Baudenkmale ohne Bild sind mit einem blauen bzw. roten Marker gekennzeichnet, Baudenkmale mit Bild mit einem grünen bzw. orangen Marker.
- Offizielle Bezeichnung: Nennt den Namen, die Bezeichnung oder zumindest die Art des Kulturdenkmals und verlinkt, soweit vorhanden, auf den Artikel zum Objekt.
- Beschreibung: Nennt bauliche und geschichtliche Einzelheiten des Kulturdenkmals, vorzugsweise die Denkmaleigenschaften.
- Erfassungsnummer: Für jedes Kulturdenkmal wird in Sachsen-Anhalt eine 20stellige Erfassungsnummer vergeben. Die letzten zwölf Ziffern werden für die Untergliederung nach Teilobjekten genutzt und werden nur angegeben, soweit vergeben. In dieser Spalte kann sich folgendes Icon  befinden, dies führt zu Angaben zu diesem Baudenkmal bei Wikidata.
- Ausweisungsart: Die Einordnung des Denkmales nach § 2 Abs. 2 DenkmSchG LSA
- Bild: Ein Bild des Denkmales, und gegebenenfalls einen Link zu weiteren Fotos des Kulturdenkmals im Medienarchiv Wikimedia Commons. Wenn man auf das Kamerasymbol klickt, können Fotos zu Kulturdenkmalen aus dieser Liste hochgeladen werden: